# Sačurov
Sačurov – wieś (obec) na Słowacji położona w kraju preszowskim, w powiecie Vranov nad Topľou. Pierwsze wzmianki o miejscowości pochodzą z 1402 roku.
Według danych z dnia 31 grudnia 2012 roku, wieś zamieszkiwało 2261 osób, w tym 1151 kobiet i 1110 mężczyzn.
W 2001 roku rozkład populacji względem narodowości i przynależności etnicznej wyglądał następująco:
- Słowacy – 88,07%
- Czesi – 0,1%
- Morawianie – 0,05%
- Romowie – 10,3%
- Rusini – 0,05%
- Ukraińcy – 0,05%

Ze względu na wyznawaną religię struktura mieszkańców kształtowała się w 2001 roku następująco:
- Katolicy rzymscy – 50%
- Grekokatolicy – 34,76%
- Ewangelicy – 0,41%
- Prawosławni – 0,61%
- Husyci – 0,05%
- Ateiści – 12,59%
- Nie podano – 1,43%